# Geoffroy VI. z Anjou
Geoffroy VI. z Anjou (francouzsky Geoffroy VI d'Anjou, 3. června 1134 Rouen – 27. července 1158 Nantes) byl hrabě z Anjou, Maine a Nantes.
Narodil se jako druhorozený syn hraběte Geoffroye z Anjou a Matyldy, dcery anglického krále Jindřicha Beauclerca.
Dle otcova testamentu měl podědit titul hraběte z Anjou a Maine v případě, že se podaří jeho staršímu bratrovi Jindřichovi dobýt Anglii. Prozatímně obdržel hrady Chinon, Loudun a Mirebeau. V březnu roku 1152 se Geoffroy pokusil lstí získat čerstvě rozvedenou Eleonoru Akvitánskou. Té se podařilo z nachystané pasti uniknout a v květnu téhož roku se provdala za Geoffroyova bratra Jindřicha. Následující léta trávili bratři spory o zděděná hrabství, Geoffroy se dokonce společně s Jindřichem ze Champagne, Robertem z Dreux a Eustachem z Boulogne připojil k vojenskému tažení francouzského krále Ludvíka, který se pokoušel udržet rozvodem ztracené akvitánské vévodství.
V roce 1156 se Geoffroy konečně stal hrabětem z Anjou a Maine a na bratrův popud získal i hrabství Nantes. Zemřel v létě 1158 bez potomstva a jeho dědicem se stal Jindřich II.

## Vývod z předků
| Předchůdce: Jindřich I. | Znak z doby nástupu | Hrabě z Anjou 1156 – 1158 | Znak z doby konce vlády | Nástupce: Jindřich I. |

| Předchůdce: Jindřich Plantagenet | Znak z doby nástupu | Hrabě z Maine 1156 – 1158 | Znak z doby konce vlády | Nástupce: Jindřich Plantagenet |

| Předchůdce: Hoel III. |  | Hrabě z Nantes 1156 – 1158 |  | Nástupce: Jindřich I. |